# Unione Sportiva Pro Vercelli 1923-1924
Questa pagina raccoglie i dati riguardanti l'Unione Sportiva Pro Vercelli nelle competizioni ufficiali della stagione 1923-1924.

## Stagione
La Pro Vercelli, nonostante fosse stata indebolita dalle defezioni di Gustavo Gay (trasferitosi al Milan) e di Virginio Rosetta (che tentò di trasferirsi alla Juventus dando luogo al cosiddetto Caso Rosetta), riuscì comunque a concludere il girone di andata in vetta alla classifica. 
Nel girone di ritorno, alcuni passi falsi anche con squadre in lotta per non retrocedere, le costarono la perdita della vetta a favore del Bologna (che poi avrebbe vinto il girone) e del Torino, terminando la stagione terza.
Ogni speranza di vincere il girone naufragò alla terzultima giornata allorquando i felsinei riuscirono nell'impresa di espugnare il campo di Vercelli inviolato in gare di campionato dal 1915.

## Rosa
| N. |                   | Ruolo | Calciatore          |
| -- | ----------------- | ----- | ------------------- |
|    | Italia (bandiera) | C     | Mario Ardissone     |
|    | Italia (bandiera) | A     | Francesco Borello   |
|    | Italia (bandiera) | D     | Piero Bossola       |
|    | Italia (bandiera) | C     | Ugo Ceria           |
|    | Italia (bandiera) | D     | Felice Corna        |
|    | Italia (bandiera) | P     | Mario Curti         |
|    | Italia (bandiera) |       | Lepora              |
|    | Italia (bandiera) | A     | Francesco Mattuteia |
|    | Italia (bandiera) | C     | Remigio Milano      |

| N. |                   | Ruolo | Calciatore       |
| -- | ----------------- | ----- | ---------------- |
|    | Italia (bandiera) | C     | Antonio Perino   |
|    | Italia (bandiera) | A     | Angelo Piccaluga |
|    | Italia (bandiera) | D     | Albino Rocco     |
|    | Italia (bandiera) | D     | Rollone          |
|    | Italia (bandiera) | D     | Virginio Rosetta |
|    | Italia (bandiera) | C     | Severino Rosso   |
|    | Italia (bandiera) | A     | Eusebio Sarasso  |
|    | Italia (bandiera) |       | Simone Varalda   |
|    | Italia (bandiera) | D     | Mario Zanello    |

## Risultati

### Prima Divisione

#### Girone di andata
| Arbitro: | Sanguineti (Genova) |

|                          |           |             |
| Albertoni 5’ Defendi 57’ | Marcatori | 67’ Borello |

| Arbitro: | A.Gama (Milano) |

|                              |           |           |
| Mattuteia 39’, 55’ Rosso 44’ | Marcatori | 5’ Roveda |

| Arbitro: | Dani (Genova) |

|            |           |  |
| Favati 75’ | Marcatori |  |

| Arbitro: | A.Gama (Milano) |

|                                     |           |  |
| Rosso 23’ Ardissone 37’ Zanello 75’ | Marcatori |  |

| Arbitro: | Alfieri (Bologna) |

|                  |           |                              |
| Santagostino 44’ | Marcatori | 19’, 53’ Rosso 23’ Ardissone |

| Arbitro: | Bistoletti (Milano) |

|                                                               |           |  |
| Sarasso 35’, 71’, 89’ Ardissone 41’, 49’ (rig.) Mattuteia 43’ | Marcatori |  |

| Arbitro: | A.Gama (Milano) |

|               |           |                           |
| Schönfeld 27’ | Marcatori | 23’ Zanello 65’ Mattuteia |

| Arbitro: | Bellini (Padova) |

|                        |           |                              |
| Ardissone 1’ Rosso 55’ | Marcatori | 32’ Bisio 64’ (rig.) Merlini |

| Arbitro: | Mauro (Milano) |

|                                        |           |                               |
| Schiavio 6’ Della Valle 12’ Rubini 87’ | Marcatori | 5’, 19’ Ardissone 62’ Zanello |

| Arbitro: | A. Gama (Milano) |

|               |           |  |
| Ardissone 55’ | Marcatori |  |

| Arbitro: | Pierallini (Modena) |

|  |           |                     |
|  | Marcatori | 6’ Rosso 7’ Sarasso |

#### Girone di ritorno
| Arbitro: | Fries (Milano) |

|                                 |           |             |
| Rosso 11’, 71’ Zanello 55’, 63’ | Marcatori | 23’ Defendi |

| Arbitro: | Gama (Milano) |

|             |           |             |
| Pellati 80’ | Marcatori | 55’ Zanello |

| Arbitro: | Sanguineti (Genova) |

|                                                   |           |            |
| Ardissone 13’ Borello 18’ Milano IV 32’ Rosso 74’ | Marcatori | 14’ Sbrana |

| Arbitro: | Ricci (Modena) |

|                 |           |  |
| Chiecchi II 33’ | Marcatori |  |

| Arbitro: | Dani (Genova) |

|                        |           |                |
| Zanello 6’ Sarasso 25’ | Marcatori | 31’ Cevenini V |

| Arbitro: | Dani (Genova) |

|                                               |           |                                                            |
| Negri 15’ Serra Zanetti 39’, 72’ Preti II 54’ | Marcatori | 33’ Borello 47’ Ardissone 51’ (rig.) Mattuteia 87’ Zanello |

| Vercelli 2 marzo 1924 18ª giornata | Pro Vercelli   | 0 – 0 | Torino | Campo piazza Conte di Torino\| Arbitro: \| Mauro (Milano) \| |
| Arbitro:                           | Mauro (Milano) |       |        |                                                              |

| Arbitro: | A. Gama (Milano) |

|             |           |              |
| Torriani 7’ | Marcatori | 8’ Mattuteia |

| Arbitro: | Trezzi (Milano) |

|  |           |              |
|  | Marcatori | 62’ Schiavio |

| Arbitro: | Dani (Genova) |

|              |           |  |
| Torriani 81’ | Marcatori |  |

| Arbitro: | U.Gama (Milano) |

|                                                   |           |  |
| Ardissone 27’ Mattuteia 58’ Rosso 63’ Borello 77’ | Marcatori |  |

## Statistiche

### Statistiche di squadra
| Competizione    | Punti | In casa | In casa | In casa | In casa | In casa | In casa | In trasferta | In trasferta | In trasferta | In trasferta | In trasferta | In trasferta | Totale | Totale | Totale | Totale | Totale | Totale | DR  |
| Competizione    | Punti | G       | V       | N       | P       | Gf      | Gs      | G            | V            | N            | P            | Gf           | Gs           | G      | V      | N      | P      | Gf     | Gs     | DR  |
| --------------- | ----- | ------- | ------- | ------- | ------- | ------- | ------- | ------------ | ------------ | ------------ | ------------ | ------------ | ------------ | ------ | ------ | ------ | ------ | ------ | ------ | --- |
| Prima Divisione | 28    | 11      | 8       | 2       | 1       | 29      | 7       | 11           | 3            | 4            | 4            | 17           | 16           | 22     | 11     | 6      | 5      | 46     | 23     | +23 |

### Statistiche dei giocatori
| Giocatore    | Prima Divisione | Prima Divisione |
| Giocatore    | Presenze        | Reti            |
| ------------ | --------------- | --------------- |
| M. Ardissone | 22              | 11              |
| F. Borello   | 20              | 4               |
| P. Bossola   | 22              | 0               |
| U. Ceria     | 15              | 0               |
| F. Corna     | 5               | 0               |
| M. Curti     | 22              | -23             |
| Lepora       | 1               | 0               |
| F. Mattuteia | 17              | 7               |
| R. Milano    | 22              | 1               |
| A. Perino    | 16              | 0               |
| A. Piccaluga | 1               | 0               |
| A. Rocco     | 17              | 0               |
| Rollone      | 14              | 0               |
| S. Rosso     | 21              | 10              |
| E. Sarasso   | 6               | 5               |
| S. Varalda   | 1               | 0               |
| M. Zanello   | 20              | 8               |